# Pepijn Crone
Pepijn Crone (Tilburg, 21 oktober 1981) is een Nederlands journalist en presentator, werkzaam bij RTL Nieuws.

## Loopbaan
Crone groeide op in Hilvarenbeek en studeerde vanaf zijn twintigste aan de School voor Journalistiek in Tilburg. Tijdens zijn studie liep hij stage bij het NOS Journaal. Na zijn afstuderen is hij op de redactie van het journaal gaan werken. Daarna werkte hij een tijdje als redacteur voor het VARA-programma De Leugen Regeert. In 2006 werd hij presentator en verslaggever van het Jeugdjournaal, omdat een aantal vaste presentatrices gelijktijdig zwanger was. Dit werk deed hij tot 21 mei 2012; sindsdien is hij te zien als algemeen verslaggever van RTL Nieuws. Vanaf november 2015 is hij ook inval-presentator bij het RTL Nieuws en bij RTL Z. Op 22 juli 2016 werd bekendgemaakt dat Crone hoofdpresentator van het RTL Nieuws van 19.30 uur wordt. Daarnaast blijft hij nog steeds algemeen verslaggever.
In de zomer van 2024 deed hij mee aan De slimste mens.

### Privéleven
Sinds 2019 heeft hij een relatie met Merel Westrik. met wie hij in 2021 een dochter kreeg. Hij is dan al vader van een zoon en een dochter.